# Bolbobaineus planiceps
Bolbobaineus planiceps är en skalbaggsart som beskrevs av Macleay 1873. Bolbobaineus planiceps ingår i släktet Bolbobaineus och familjen Bolboceratidae. Inga underarter finns listade.